# Buchhaltungsagentur des Bundes
Die Buchhaltungsagentur des Bundes (BHAG) mit Hauptsitz in Wien ist ein österreichisches Unternehmen und wurde im Jahr 2004 als Anstalt öffentlichen Rechts gegründet. Sie ist das zentrale Dienstleistungsunternehmen für das Rechnungswesen des Bundes. Zu ihren Kunden zählen die Bundesministerien, die obersten Organe sowie die vom Bund verwalteten Rechtsträger. Sie steht zu 100 % im Eigentum der Republik Österreich und arbeitet nicht gewinnorientiert.
Die BHAG hat weitere Geschäftsstellen in Graz und Linz als auch Außenstellen in Innsbruck, Klagenfurt, Salzburg sowie Feldkirch.
Die gesetzliche Grundlage bildet das Buchhaltungsagenturgesetz (BHAG-G) in der geltenden Fassung vom 12. Juli 2022. Durch eine Gesetzesänderung im Jahr 2013 kann die BHAG nunmehr unter bestimmten Voraussetzungen auch Rechnungswesenleistungen für Gebietskörperschaften (Länder, Städte, Gemeinden) anbieten.
Zur Abdeckung dieses Geschäftsfeldes wurde im Jahr 2014 in Wien das Tochterunternehmen Agentur für Rechnungswesen (ARW) gegründet. Diese führt Dienstleistungen im Bereich Rechnungswesen für den öffentlichen Sektor durch und erbringt auf gleicher gesetzlicher Grundlage ihre Leistungen ausschließlich für Länder, Städte, Gemeinden, Verbände, öffentliche Unternehmen und Beteiligungen, die mindestens zu 25 % im Eigentum einer Gebietskörperschaft stehen.
Helmut Dietrich leitet das Unternehmen als Geschäftsführer seit 2022. Aufsichtsbehörde ist das Bundesministerium für Finanzen. Aufsichtsratsvorsitzender ist Christian Köttl (Stand: 2023).